# Geositta tenuirostris
El minero picudo (Geositta tenuirostris), también denominado caminera de pico largo (en Argentina), caminera picuda (en Argentina), minero de pico delgado (en Chile), minero de pico largo (en Perú), o pampero pico largo (en Bolivia), es una especie de ave paseriforme perteneciente al género Geositta de la familia Furnariidae. Es nativo de la región andina del oeste de Sudamérica.

## Distribución y hábitat
Se distribuye en los Andes del centro de Ecuador y desde el noroeste de Perú, hacia el sur, a lo largo de los Andes, por Bolivia, hasta el noroeste de Argentina, y extremo norte de Chile.
Esta especie es considerada poco común en sus hábitats naturales, los pastizales secos de puna y páramo y campos adyacentes, frecuentemente cerca de cursos de agua, entre los 2500 y 4600 m de altitud.

## Sistemática

### Descripción original
La especie G. tenuirostris fue descrita originalmente por el naturalista francés Frédéric de Lafresnaye en el año 1836, bajo el nombre científico «Alauda tenuirostris». Su localidad tipo es: «sin localidad, presumiblemente Sicasica, La Paz, Bolivia».

### Etimología
El nombre genérico femenino «Geositta» es una combinación de la palabra griega «geō»: suelo, y del género Sitta, con quien se pensaba que se asemejaban las especies de este género en la época de la descripción; y el nombre de la especie «tenuirostris», proviene del latín «tenuis, tenue»: delgado, y «rostris»: de pico, significando «de pico delgado».

### Taxonomía
Las características de plumaje sugieren una relación más próxima con Geositta cunicularia, lo que fue confirmado por datos filogenéticos.

### Subespecies
Según las clasificaciones del Congreso Ornitológico Internacional (IOC) y Clements Checklist v.2018, se reconocen tres subespecies, con su correspondiente distribución geográfica:
- Geositta tenuirostris kalimayae Krabbe, 1992 – Andes del centro de Ecuador (Cotopaxi).
- Geositta tenuirostris tenuirostris (Lafresnaye, 1836) – Andes de Perú (Cajamarca hacia el sur hasta Arequipa en el oeste, y hacia el sur desde Huánuco en la pendiente oriental), Bolivia y noroeste de Argentina (al sur hasta Tucumán; un registro en La Rioja).[5] Existe un registro en Chile, en Parinacota, en 1992.[4] Algunas publicaciones extienden su área de distribución más al sur hasta Mendoza, en Argentina.[13]